# Leloaloa
Leloaloa – wieś w Samoa Amerykańskim (Dystrykt Wschodni); na wyspie Tutuila; 448 mieszkańców (2010).